# Copa dos Campeões Europeus de Rugby
A Copa dos Campeões Europeus de Rugby (em inglês:  European Rugby Champions Cup), é a principal competição de Rugby Union na Europa, organizada anualmente pela European Rugby Cup (ERC), entidade organizadora de torneios para clubes de rugby europeu. Nesta competição participam as equipas mais bem classificadas dos campeonato nacionais do seis países participantes do Torneio das Seis Nações: Inglaterra, França, Itália, Escócia, País de Gales e Irlanda. É a competição sucessora Taça Heineken (Heineken Cup) que se disputou até 2013.

## História
A Heineken Cup teve início no verão de 1995, quando cinco federações (Itália, França, Irlanda, País de Gales e Romênia - que não faz mais parte) resolveram criar uma competição de nível mais elevado para esse esporte.
Equipas da Inglaterra Escócia não participaram da primeira edição pois o calendário se sobrepunha ao das ligas locais. Times destes países só entraram na temporada 1996/97, quando o torneio já contava com 20 equipas dividas em 4 grupos de 5.

## Participantes
Qualificam-se 20 equipas para a competição (menos 4 do que para a Taça Heineken), 19 dos quais consoante a posição nos respectivos campeonatos da seguinte forma:
- França - 6 equipas (Top 14)
- Inglaterra - 6 equipas (Aviva Premiership)
- Irlanda,  Itália,  Escócia e  País de Gales - 7 equipas consoante classificação na PRO14
  - A equipa de cada país melhor posicionada, qualifica-se automaticamente (4 equipas)
  - Os restantes três lugares serão distribuídos pelas equipas mais bem classificadas que não estejam apuradas (3 lugares).

A última vaga é atribuída através de um play-off, entre a equipa mais bem posicionada e não classificada do Top-14, Aviva Premiership e PRO14, bem como o vencedor da Taça Challenge de Râguebi, caso não seja apurado directamente. O sistema de play-off nº de equipas participantes varia de época para época (em 2014-15 participaram 2 equipas, 3 em 2015-16 enquanto em 2016-17 não será disputado devido à Copa do Mundo de Rugby Union de 2017.

## Formato da competição

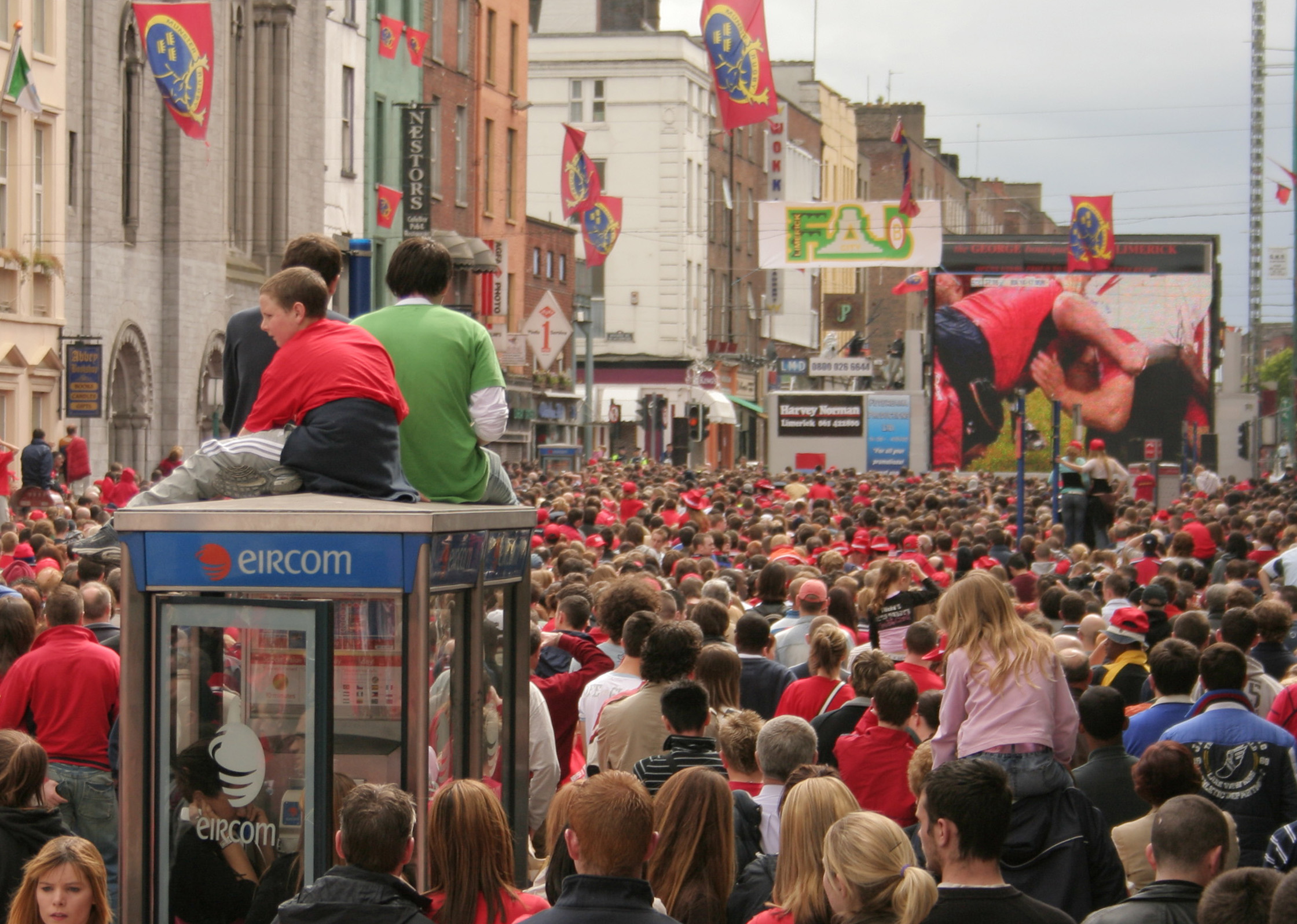
Torcedores do Munster assistindo a final de 2006 nas ruas de Limerick na Irlanda.

### Fase de grupos
As equipas são dispostas em cinco grupos com quatro equipas cada. Todas equipes jogam contra todas em seus respectivos grupos a duas mãos. A pontuação segue a mesma usada pela IRB:
- Vitória - 4 pontos
- Empate - 2 pontos
- Derrota - 0 pontos

Pontuação bônus:
- 4 ensaios - 1 ponto
- Perder por 7 ou menos pontos - 1 ponto

### Quartos de final
Os vencedores de cada grupo, além dos três segundos colocados que mais pontuaram, passam para essa fase. Os confrontos são definidos de acordo com a pontuação de cada equipa (os classificados em segundo lugar sempre ficam nas últimas posições), sendo que o time que mais pontuou enfrenta o oitavo; o segundo, o sétimo; e assim por diante. É uma partida única sempre disputada na casa dos 4 primeiras equipas da fase de grupos.

### Semi-finais
Os jogos da semifinal são disputados em campo neutro no mesmo país, mas não no estádio habitual de jogo de uma das equipes disputantes, desde que tenha pelo menos lugar para vinte mil espectadores.

### Final
O local onde será disputada a final é sempre previamente escolhido na temporada anterior.

## Edições
| Temporada         | Campeão            | Placar              | Vice-campeão       | Estádio                              | Público |
| ----------------- | ------------------ | ------------------- | ------------------ | ------------------------------------ | ------- |
| 1995-96 Detalhes  | Toulouse           | 21-18 (Prorrogação) | Cardiff RFC        | Cardiff Arms Park, Cardiff           | 21.800  |
| 1996-97 Detalhes  | Brive              | 28-9                | Leicester Tigers   | Cardiff Arms Park, Cardiff           | 41.664  |
| 1997-98 Detalhes  | Bath               | 19-18               | Brive              | Stade Lescure, Bordeaux              | 36.500  |
| 1998-99 Detalhes  | Ulster             | 21-6                | Colomiers          | Lansdowne Road, Dublin               | 49.000  |
| 1999-00 Detalhes  | Northampton Saints | 9-8                 | Munster            | Twickenham Stadium, Londres          | 68.441  |
| 2000-01 Detalhes  | Leicester Tigers   | 34-30               | Stade Français     | Parc des Princes, Paris              | 44.000  |
| 2001-02 Detalhes  | Leicester Tigers   | 15-9                | Munster            | Millennium Stadium, Cardiff          | 74.000  |
| 2002-03 Detalhes  | Toulouse           | 22-17               | Perpignan          | Lansdowne Road, Dublin               | 28.600  |
| 2003-04 Detalhes  | London Wasps       | 27-20               | Toulouse           | Twickenham Stadium, Londres          | 73.057  |
| 2004-05 Detalhes  | Toulouse           | 18-12 (Prorrogação) | Stade Français     | Murrayfield Stadium, Edimburgo       | 51.326  |
| 2005-06 Detalhes  | Munster            | 23-19               | Biarritz Olympique | Millennium Stadium, Cardiff          | 74.534  |
| 2006-07 Detalhes  | London Wasps       | 25-9                | Leicester Tigers   | Twickenham Stadium, Londres          | 81.076  |
| 2007-08 Detalhes  | Munster            | 16-13               | Toulouse           | Millenium Stadium, Cardiff           | 74.417  |
| 2008-09 Detalhes  | Leinster           | 19-16               | Leicester Tigers   | Murrayfield Stadium, Edimburgo       | 66.523  |
| 2009-10 Detalhes  | Toulouse           | 21-19               | Biarritz Olympique | Stade de France, Paris               | 78.962  |
| 2010-11 Detalhes  | Leinster           | 33-22               | Northampton Saints | Millenium Stadium, Cardiff           | 72.456  |
| 2011-12 Detalhes  | Leinster           | 42-14               | Ulster             | Twickenham Stadium, Londres          | 81.774  |
| 2012-13 Detalhes  | Toulon             | 16-15               | Clermont Auvergne  | Aviva Stadium, Dublin                | 50.148  |
| 2013-14 Detalhes  | Toulon             | 23-6                | Saracens           | Millenium Stadium, Cardiff           | 67.578  |
| Liga dos Campeões |                    |                     |                    |                                      |         |
| 2014-15           | Toulon             | 16-15               | Clermont Auvergne  | Twickenham Stadium, Londres          | 56,622  |
| 2015-16           | Saracens           | 21-09               | Racing Métro       | Stade des Lumières, Lyon             | 58,017  |
| 2016-17           | Saracens           | 28-17               | Clermont Auvergne  | Murrayfield Stadium, Edimburgo       | 55,272  |
| 2017-18           | Leinster           | 15-12               | Racing Métro       | Estádio de San Mamés, Bilbau         | 52,282  |
| 2018-19           | Saracens           | 20-10               | Leinster           | St. James' Park, Newcastle upon Tyne | 51,930  |
| 2019-20           | Exeter Chiefs      | 31–27               | Racing 92          | Ashton Gate Stadium, Bristol         | 0       |
| 2020-21           | Toulouse           | 22–17               | La Rochelle        | Twickenham Stadium, Londres          | 10000   |
| 2021-22           | La Rochelle        | 24–21               | Leinster           | Stade Vélodrome, Marselha            | 59682   |
| 2022-23           | La Rochelle        | 27–26               | Leinster           | Aviva Stadium, Dublim                | 51700   |
| 2023-24           | Toulouse           | 31–22               | Leinster           | Tottenham Hotspur Stadium, Londres   | 61531   |

## Campeões

### Por equipa
| Ranking | Equipa             | Liga nacional     | Campeão | Vice |
| ------- | ------------------ | ----------------- | ------- | ---- |
| 1       | Toulouse           | Top 14            | 6       | 2    |
| 2       | Leinster           | PRO14             | 4       | 4    |
| 3       | Saracens           | Aviva Premiership | 3       | 1    |
| 4       | Toulon             | Top 14            | 3       | 0    |
| 5       | Leicester Tigers   | Aviva Premiership | 2       | 3    |
| 6       | Munster            | PRO14             | 2       | 2    |
| 7       | La Rochelle        | Top 14            | 2       | 1    |
| 8       | London Wasps       | Aviva Premiership | 2       | 0    |
| 9       | Northampton Saints | Aviva Premiership | 1       | 1    |
|         | Ulster             | PRO14             | 1       | 1    |
|         | Brive              | Top 14            | 1       | 1    |
| 12      | Bath               | Aviva Premiership | 1       | 0    |
|         | Exeter Chiefs      | Aviva Premiership | 1       | 0    |
| 14      | Clermont Auvergne  | Top 14            | 0       | 3    |
|         | Racing 92          | Top 14            | 0       | 3    |
| 16      | Biarritz           | Top 14            | 0       | 2    |
|         | Stade Français     | Top 14            | 0       | 2    |
| 18      | Cardiff RFC        | PRO14             | 0       | 1    |
|         | Colomiers          | Top 14            | 0       | 1    |
|         | Perpignan          | Top 14            | 0       | 1    |

### Por país
| País          | Campeão | Vice |
| ------------- | ------- | ---- |
| França        | 12      | 16   |
| Inglaterra    | 10      | 5    |
| Irlanda       | 7       | 7    |
| País de Gales | 0       | 1    |
| Escócia       | 0       | 0    |
| Itália        | 0       | 0    |